# Assogestioni
Assogestioni è l'associazione italiana delle società di gestione del risparmio (SGR). Nata nel 1984 rappresenta le principali SGR italiane operanti in Italia, diverse banche e imprese di assicurazioni che operano nell'ambito della gestione individuale e della previdenza complementare. Fanno parte dell'associazione anche alcune società di gestione estere che operano in Italia. La sua sede centrale è a Milano, Via Andegari, 18.
Tra le varie attività svolte, Assogestioni elabora la classificazione dei fondi comuni di investimento e, insieme all'ABI (Associazione Bancaria Italiana) e ad Assosim, è una delle tre principali associazioni di categoria tra gli intermediari finanziari italiani.
Nel maggio del 2011 è entrata a far parte della Federazione delle Banche, delle Assicurazioni e della Finanza.